# Józef Bakowiecki-Mokosiej
Józef Bakowiecki-Mokosiej OSBM (zm. przed 22 sierpnia 1654) – unicki biskup włodzimiersko-brzeski (1632-1654). 

## Życiorys
Wołynianin, h. Wukry, potomek starożytnego rodu ruskiego. Przez szesnaście lat był sekretarzem króla Zygmunta III. Do zakonu bazyliańskiego wstąpił w Byteniu (powiat słonimski na Białorusi). W 1619 roku został mianowany archimandrytą żydyczyńskim, ale stanowisko objął dopiero w 1626 roku. Biskupem włodzimiersko-brzeskim mianowany przez króla 26 stycznia 1632 r.; konsekrowany przez metropolitę Józefa Welamina Rutskiego, diecezję objął w 1632 roku. Jako pasterz był gorliwy w pracy dla unii. Dbał o szkołę we Włodzimierzu. Był zwolennikiem porozumienia z prawosławiem i dążył do zwołania wspólnego synodu we Lwowie w 1629 roku. Za panowania króla Władysława IV doznał prześladowania ze strony dyzunitów. Powstanie Chmielnickiego przyspieszyło kres jego życia. Zmarł przed 22 sierpnia 1654 r. w Lublinie. Na jego pogrzebie mowę wygłosił o. Cypryjan Stefanowski OP, została ona później wydrukowana w Krakowie pt. „Zgromadzonych wód pochwała”.